# Friedrich Gottlieb Heinrich Fielitz der Ältere
Friedrich Gottlieb Heinrich Fielitz der Ältere (* 29. Oktober 1749 in Barby; † 4. Februar 1820 in Luckau) war ein deutscher Mediziner.

## Leben
Unter der Leitung seines Vaters erhielt er zunächst eine Ausbildung zum Wundarzt in Dresden. Er immatrikuliert sich an der Universität Wittenberg, studierte dort Medizin und erlangte dort den akademischen Grad eines Doktors der Medizin. 1773 habilitierte er sich in Luckau, wurde zum Stadtwundarzt, später Chirurg an der dortigen Haftanstalt, dann im Armenhaus und wurde dort zum Bürgermeister gewählt. Zum Hospitalsdirektor ernannt verstarb er dort.
Fielitz hat mehrere Artikel zu Chirurgie und Geburtshilfe verfasst, populärmedizinisch setzte er sich stark für die Gesundheitsvorsorge im Kindesalter und bei Frauen ein. Zudem hat er ein Archiv der Medicinica Forensis begründet, wovon jedoch nur ein Heft erschien. Zudem hat er im historischen Kontext, 1811 einen Band über berühmte Persönlichkeiten der Lausitz veröffentlicht.
Sein Sohn Friedrich Gottlieb Heinrich Fielitz der Jüngere und sein Enkel Heinrich August Fielitz waren ebenfalls Ärzte.